# Copa Mundial de fútbol sala de la FIFA 1996
La III Copa Mundial de fútbol sala de la FIFA de 1996 tuvo lugar en España. Fue la tercera edición de este campeonato mundial. Las sedes escogidas fueron Murcia, Segovia, Castellón de la Plana y Barcelona, disputándose la final en el Palau Sant Jordi de la Ciudad Condal.
Brasil ganó su tercera corona consecutiva del torneo derrotando a la anfitriona España en la final.

## Países Participantes

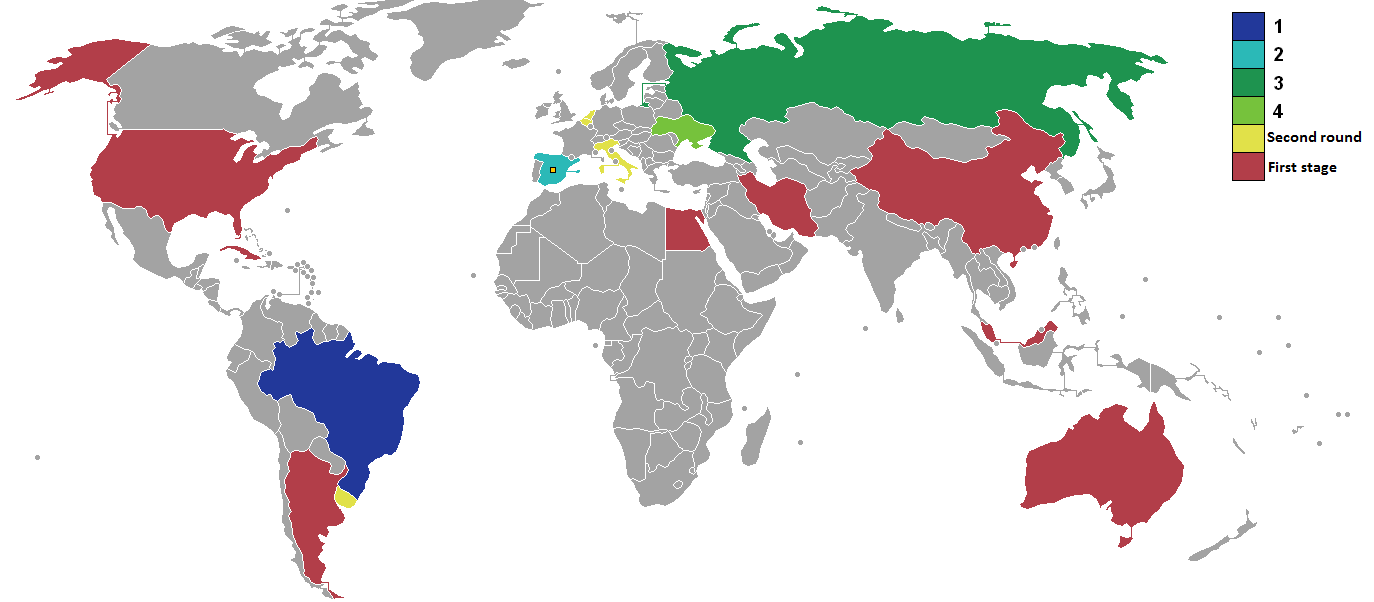
Mapa según los resultados del torneo.

## Sedes
| Murcia                                   | Castellón de la Plana                        | Segovia                                 | Barcelona                          |
| ---------------------------------------- | -------------------------------------------- | --------------------------------------- | ---------------------------------- |
| Palacio de los Deportes Capacidad: 7.500 | Pabellón Ciutat de Castelló Capacidad: 5.000 | Pabellón Pedro Delgado Capacidad: 2.800 | Palau Sant Jordi Capacidad: 16.000 |
|                                          |                                              |                                         |                                    |

## Primera Ronda

### Grupo A
| Equipo    | Pts | PJ | PG | PE | PP | GF | GC | Dif |
| --------- | --- | -- | -- | -- | -- | -- | -- | --- |
| España    | 9   | 3  | 3  | 0  | 0  | 18 | 3  | +15 |
| Ucrania   | 6   | 3  | 2  | 0  | 1  | 22 | 9  | +13 |
| Egipto    | 3   | 3  | 1  | 0  | 2  | 13 | 19 | -6  |
| Australia | 0   | 3  | 0  | 0  | 3  | 4  | 26 | -22 |

| 24 de noviembre de 1996 | España | 7:2 | Egipto |  |  |

| 24 de noviembre de 1996 | Ucrania | 11:2 | Australia |  |  |

| 26 de noviembre de 1996 | Egipto | 8:2 | Australia |  |  |

| 26 de noviembre de 1996 | España | 4:1 | Ucrania |  |  |

| 28 de noviembre de 1996 | Ucrania | 10:3 | Egipto |  |  |

| 28 de noviembre de 1996 | España | 7:0 | Australia |  |  |

### Grupo B
| Equipo       | Pts | PJ | PG | PE | PP | GF | GC | Dif |
| ------------ | --- | -- | -- | -- | -- | -- | -- | --- |
| Países Bajos | 7   | 3  | 2  | 1  | 0  | 13 | 6  | +7  |
| Rusia        | 5   | 3  | 1  | 2  | 0  | 15 | 5  | +10 |
| Argentina    | 4   | 3  | 1  | 1  | 1  | 7  | 9  | -2  |
| China        | 0   | 3  | 0  | 0  | 3  | 3  | 18 | -15 |

| 25 de noviembre de 1996 | Argentina | 2:1 | China |  |  |

| 25 de noviembre de 1996 | Países Bajos | 2:2 | Rusia |  |  |

| 27 de noviembre de 1996 | Argentina | 2:2 | Rusia |  |  |

| 27 de noviembre de 1996 | Países Bajos | 5:1 | China |  |  |

| 28 de noviembre de 1996 | Rusia | 11:1 | China |  |  |

| 28 de noviembre de 1996 | Países Bajos | 6:3 | Argentina |  |  |

### Grupo C
| Equipo         | Pts | PJ | PG | PE | PP | GF | GC | Dif |
| -------------- | --- | -- | -- | -- | -- | -- | -- | --- |
| Italia         | 7   | 3  | 2  | 1  | 0  | 16 | 5  | +11 |
| Uruguay        | 7   | 3  | 2  | 1  | 0  | 7  | 3  | +4  |
| Estados Unidos | 3   | 3  | 1  | 0  | 2  | 12 | 7  | +5  |
| Malasia        | 0   | 3  | 0  | 0  | 3  | 4  | 24 | -20 |

| 24 de noviembre de 1996 | Estados Unidos | 0:1 | Uruguay |  |  |

| 24 de noviembre de 1996 | Malasia | 1:10 | Italia |  |  |

| 26 de noviembre de 1996 | Italia | 4:2 | Estados Unidos |  |  |

| 26 de noviembre de 1996 | Uruguay | 4:1 | Malasia |  |  |

| 28 de noviembre de 1996 | Uruguay | 2:2 | Italia |  |  |

| 28 de noviembre de 1996 | Estados Unidos | 10:2 | Malasia |  |  |

### Grupo D
| Equipo  | Pts | PJ | PG | PE | PP | GF | GC | Dif |
| ------- | --- | -- | -- | -- | -- | -- | -- | --- |
| Brasil  | 9   | 3  | 3  | 0  | 0  | 31 | 5  | +26 |
| Bélgica | 6   | 3  | 2  | 0  | 1  | 13 | 10 | +3  |
| Irán    | 3   | 3  | 1  | 0  | 2  | 12 | 14 | -2  |
| Cuba    | 0   | 3  | 0  | 0  | 3  | 4  | 31 | -27 |

| 25 de noviembre de 1996 | Brasil | 5:2 | Bélgica |  |  |

| 25 de noviembre de 1996 | Irán | 7:1 | Cuba |  |  |

| 27 de noviembre de 1996 | Bélgica | 5:2 | Irán |  |  |

| 27 de noviembre de 1996 | Brasil | 18:0 | Cuba |  |  |

| 28 de noviembre de 1996 | Brasil | 8:3 | Irán |  |  |

| 28 de noviembre de 1996 | Bélgica | 6:3 | Cuba |  |  |

## Segunda Ronda

### Grupo A
| Equipo  | Pts | PJ | PG | PE | PP | GF | GC | Dif |
| ------- | --- | -- | -- | -- | -- | -- | -- | --- |
| España  | 9   | 3  | 3  | 0  | 0  | 8  | 2  | +6  |
| Rusia   | 6   | 3  | 2  | 0  | 1  | 9  | 4  | +5  |
| Italia  | 3   | 3  | 1  | 0  | 2  | 5  | 8  | -3  |
| Bélgica | 0   | 3  | 0  | 0  | 3  | 4  | 12 | -8  |

| 1 de diciembre de 1996 | Italia | 4:1 | Bélgica |  |  |

| 1 de diciembre de 1996 | España | 2:0 | Rusia |  |  |

| 2 de diciembre de 1996 | Italia | 0:3 | Rusia |  |  |

| 2 de diciembre de 1996 | Bélgica | 1:2 | España |  |  |

| 4 de diciembre de 1996 | Rusia | 6:2 | Bélgica |  |  |

| 4 de diciembre de 1996 | España | 4:1 | Italia |  |  |

### Grupo B
| Equipo       | Pts | PJ | PG | PE | PP | GF | GC | Dif |
| ------------ | --- | -- | -- | -- | -- | -- | -- | --- |
| Brasil       | 7   | 3  | 2  | 1  | 0  | 12 | 5  | +7  |
| Ucrania      | 5   | 3  | 1  | 2  | 0  | 11 | 9  | +2  |
| Uruguay      | 3   | 3  | 1  | 0  | 2  | 10 | 14 | -4  |
| Países Bajos | 1   | 3  | 0  | 1  | 2  | 9  | 14 | -5  |

| 30 de noviembre de 1996 | Países Bajos | 4:4 | Ucrania |  |  |

| 30 de noviembre de 1996 | Brasil | 5:2 | Uruguay |  |  |

| 1 de diciembre de 1996 | Ucrania | 2:2 | Brasil |  |  |

| 1 de diciembre de 1996 | Uruguay | 5:4 | Países Bajos |  |  |

| 3 de diciembre de 1996 | Brasil | 5:1 | Países Bajos |  |  |

| 3 de diciembre de 1996 | Ucrania | 5:3 | Uruguay |  |  |

## Fase final

### Cuadro de desarrollo
|  | Semifinales | Semifinales |        |        | Final        | Final        |  |
|  |             |             |        |        |              |              |  |
|  |             |             |        |        |              |              |  |
|  | España      | 4           |        |        |              |              |  |
|  | España      | 4           |        |        |              |              |  |
|  | Ucrania     | 1           |        |        |              |              |  |
|  | Ucrania     | 1           |        | España | 4            |              |  |
|  |             |             |        | España | 4            |              |  |
|  |             |             | Brasil | 6      |              |              |  |
|  | Brasil      | 6           | Brasil | 6      |              |              |  |
|  | Brasil      | 6           |        |        |              |              |  |
|  | Rusia       | 2           |        |        | Tercer lugar | Tercer lugar |  |
|  | Rusia       | 2           |        |        | Tercer lugar | Tercer lugar |  |
|  |             |             |        |        |              |              |  |
|  |             |             |        |        | Ucrania      | 2            |  |
|  |             |             |        |        | Ucrania      | 2            |  |
|  |             |             |        |        | Rusia        | 3            |  |
|  |             |             |        |        | Rusia        | 3            |  |
|  |             |             |        |        |              |              |  |

### Semifinal
| 6 de diciembre de 1996 | Brasil | 6:2 | Rusia |  |  |

| 6 de diciembre de 1996 | España | 4:1 | Ucrania |  |  |

### Tercer puesto
| 8 de diciembre de 1996 | Rusia | 3:2 | Ucrania |  |  |

### Final
| 8 de diciembre de 1996 | España | 4:6 | Brasil |  |  |

| Campeón Brasil 3.er Título |

## Tabla general
A continuación se muestra la tabla de posiciones segmentada acorde a las fases alcanzadas por los equipos.
| Pos. | Equipo         | Pts | PJ | PG | PE | PP | GF | GC | Dif. | Rend   |
| ---- | -------------- | --- | -- | -- | -- | -- | -- | -- | ---- | ------ |
| 1    | Brasil         | 22  | 8  | 7  | 1  | 0  | 55 | 16 | +39  | 91,6%  |
| 2    | España         | 21  | 8  | 7  | 0  | 1  | 34 | 12 | +22  | 87,5%  |
| 3    | Rusia          | 14  | 8  | 4  | 2  | 2  | 29 | 17 | +12  | 58,3%  |
| 4    | Ucrania        | 11  | 8  | 3  | 2  | 3  | 36 | 25 | +11  | 45,83% |
| 5    | Italia         | 10  | 6  | 3  | 1  | 2  | 21 | 13 | +8   | 55,5%  |
| 6    | Uruguay        | 10  | 6  | 3  | 1  | 2  | 17 | 17 | 0    | 55,5%  |
| 7    | Países Bajos   | 8   | 6  | 2  | 2  | 2  | 22 | 20 | +2   | 44,4%  |
| 8    | Bélgica        | 6   | 6  | 2  | 0  | 4  | 17 | 22 | -5   | 33,3%  |
| 9    | Argentina      | 4   | 3  | 1  | 1  | 1  | 7  | 9  | -2   | 44,4%  |
| 10   | Estados Unidos | 3   | 3  | 1  | 0  | 2  | 12 | 7  | +5   | 33,3%  |
| 11   | Irán           | 3   | 3  | 1  | 0  | 2  | 12 | 14 | -2   | 33,3%  |
| 12   | Egipto         | 3   | 3  | 1  | 0  | 2  | 13 | 19 | -6   | 33,3%  |
| 13   | China          | 0   | 3  | 0  | 0  | 3  | 3  | 18 | -15  | 0%     |
| 14   | Malasia        | 0   | 3  | 0  | 0  | 3  | 4  | 24 | -20  | 0%     |
| 15   | Australia      | 0   | 3  | 0  | 0  | 3  | 4  | 26 | -22  | 0%     |
| 16   | Cuba           | 0   | 3  | 0  | 0  | 3  | 4  | 31 | -27  | 0%     |